# Alexandru Leucuţă
Alexandru Dan Leucuţă (Borosjenő, 1987. október 1. –) román állampolgár labdarúgó. Legtöbbször csatár poszton játszik, de láthattuk már szélsőként és támadó középpályásként is játszani. Jelenleg a Békéscsaba 1912 Előre csapatát erősíti.